# Меццоморто, Хаджи Хусейн
Хаджи Хусейн Меццоморто (тур. Hajji Husain Mezzomorto; умер 1701) — алжирcкий капер,  османский наместник Алжира и великим адмиралом (капудан-пашой) Османского флота. Его прозвище mezzomorto по-итальянски означает «полумёртвый» и было получено во время боя с испанцами, когда он был тяжело ранен.

## Биография
Меццоморто Паша был христианином с Майорки, который принял ислам. В 1674 году Меццоморто упоминается как капитан. Он приобрел известность во время французских атак на Алжир в начале 1680-х годов. В 1682 году он присутствовал при бомбардировке Авраама Дюкена и командовал флотом корсаров в следующем году. Дей Алжира Баба-Хасан передал его в качестве заложника французам, но Меццоморто убедил французского адмирала отправить его обратно на берег, где он возглавил восстание против Бабы-Хасана, где он убил его и занял пост дея Алжира. Затем он открыл огонь по французскому флоту, заставив Дюкена снять блокаду. Во время бомбардировки 1684 года он подписал с Дюкеном «столетний» договор. Однако в 1688 году французский флот снова подверг Алжир бомбардировке, а Меццоморто ответил атаками на французское побережье.
Будучи деем Алжира, Меццоморто принял участие в Морейской войне между османами и венецианцами в 1686 году. В 1690 году он командовал флотом на Дунае, а затем в Черном море. В 1691 году Венецианская угроза эгейским владениям османской империи привела к назначению Меццоморто санджак-беем Родоса.
В начале 1695 года, отличившись во время отвоевания острова Хиоса, он был повышен до капудан-паши, получив власть над провинцией островов. Его главной целью было изгнать венецианцев из Эгейского моря. В сентябре 1695 года он разбил венецианский флот у Лесбоса, не дав ему достичь Хиоса. В 1696 году он командовал в битве при Андросе, а 5 июля 1697 года разбил венецианский флот у Тенедоса. 3 сентября он одержал еще одну победу, на этот раз у Андроса. 21 сентября 1698 года Битва у Лесбоса была истолкована как победа каждой из сторон.
При поддержке султана Мустафы II Меццоморто начал реформу флота. Его реформы были собраны в книгу правил, Каннуннаме, опубликованную незадолго до его смерти в 1701 году. Он был похоронен на Хиосе.